# جغرافيا قبرص
| \| \|                           |                                     |
| القارة                          | آسيا                                |
| المنطقة                         | جنوب غرب آسيا                       |
| إحداثيات جغرافية                | 32°00′N 53°00′E / 32.000°N 53.000°E |
| المساحة                         | 9,251 كم² (167)                     |
| الشريط الساحلي                  |                                     |
| الحدود الأرضية                  |                                     |
| الدول المجاورة وطول الحدود معها |                                     |
| أعلى نقطة                       |                                     |
| أدنى نقطة                       | مستوى البحر                         |
| فرق التوقيت                     | +2 توقيت عالمي                      |
|                                 |                                     |

قبرص، تعد ثالث أكبر جزيرة في البحر المتوسط من حيث المساحة بعد جزيرتي صقلية وسردينيا، حيث تبلغ مساحتها 9,251 كم²، وتقع في الركن الشمالي الشرقي للبحر المتوسط على بعد 80 كم جنوب تركيا، و 96 كم غرب سوريا.

## الموقع
أثّر موقع قبرص الجغرافي بالإضافة إلى ملامح بيئتها الطبيعية في تطور تعميرها البشري وتاريخها السياسي، إذ تتميز بغناها الكبير بالآثار القديمة التي تعكس تاريخ قدم تعمير الإنسان للجزيرة.

## المظاهر الطبيعية
يحف بالجزيرة من ناحيتي الشمال والجنوب سلسلتان جبليتان التوائيتان متوازيتان تقريباً، تمتد كل منهما في شكل قوس.

### السلسلة الجبلية الشمالية
تتخذ السلسلة الجبلية الشمالية شكل نطاق ضيق يبلغ طوله نحو 135 كم، ويعرف قسمها الجنوبي - الأكثر ارتفاعاً فوق مستوى سطح البحر - باسم مرتفعات كيرينيا، في حين يعرف قسمها الشرقي بمرتفعات كارباس، وتتسم السلسة الشمالية بضيق أجزائها الشرقية؛ التي لا يتجاوز اتساعها 4 كم، في حين تأخذ في الاتساع بشكل واضح وكبير بالاتجاه صوب الغرب حتى تبلغ أقصى اتساع لها (12 كم) في أقصى الغرب شمال شرق مدينة مورفو، وتأخذ هذه السلسة في الارتفاع التدريجي بالبعد عن خط الساحل حتى تبلغ أقصى ارتفاع لها على بعد 8 كم تقريباً من خط الساحل، حيث يبلغ منسوبها نحو 3000 قدم فوق مستوى سطح البحر.

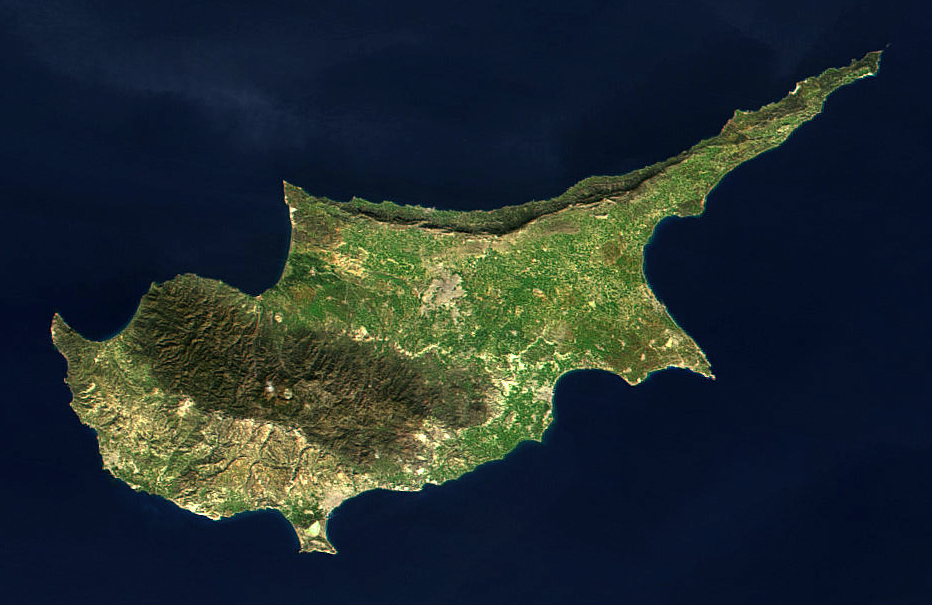
هذه الصورة التي حصل عليها القمر الصناعي تيرا التابع لناسا في 30 يناير 2001، يبين ثلاث مناطق جيولوجية مميزة من الجزيرة: سلسلة جبلية شمالاً، سهل ميسوريا في الوسط، سلسلة جبلية جنوباً

### السلسلة الجبلية الجنوبية
تشغل السلسلة الجبلية الجنوبية مساحة أوسع من سطح أرض الجزيرة، وهي تمتد في شكل كتلة جبلية التوائية تقطعها تكوينات نارية مبعثرة، وخاصةً في قسمها الأوسط، حيث تنتشر تكوينات جوفية ضخمة اندفعت من باطن الأرض لتحيط بها تكوينات رسوبية التوائية تكوّن مرتفعات ترودوس التي تشكل أعلى جهات قبرص منسوباً، إذ يبلغ متوسط ارتفاعها 6000 قدم فوق مستوى سطح البحر، وتضم هذه المرتفعات جبل أولمبس الشهير، ويبلغ ارتفاعه 6401 قدم فوق مستوى سطح البحر.

### سهل ميسوريا
ينحصر سهل ميسوريا بين السلسلة الجبلية الشمالية والسلسلة الجبلية الجنوبية، الذي يتراوح اتساعه بين 20 - 25 كم، وهو نطاق سهلي منخفض حيث يبلغ ارتفاعه نحو 500 قدم فوق مستوى سطح البحر، وينحدر سطح هذا السهل بصورة تدريجية صوب البحر في الناحيتين الشرقية والغربية.

## المجاري المائية

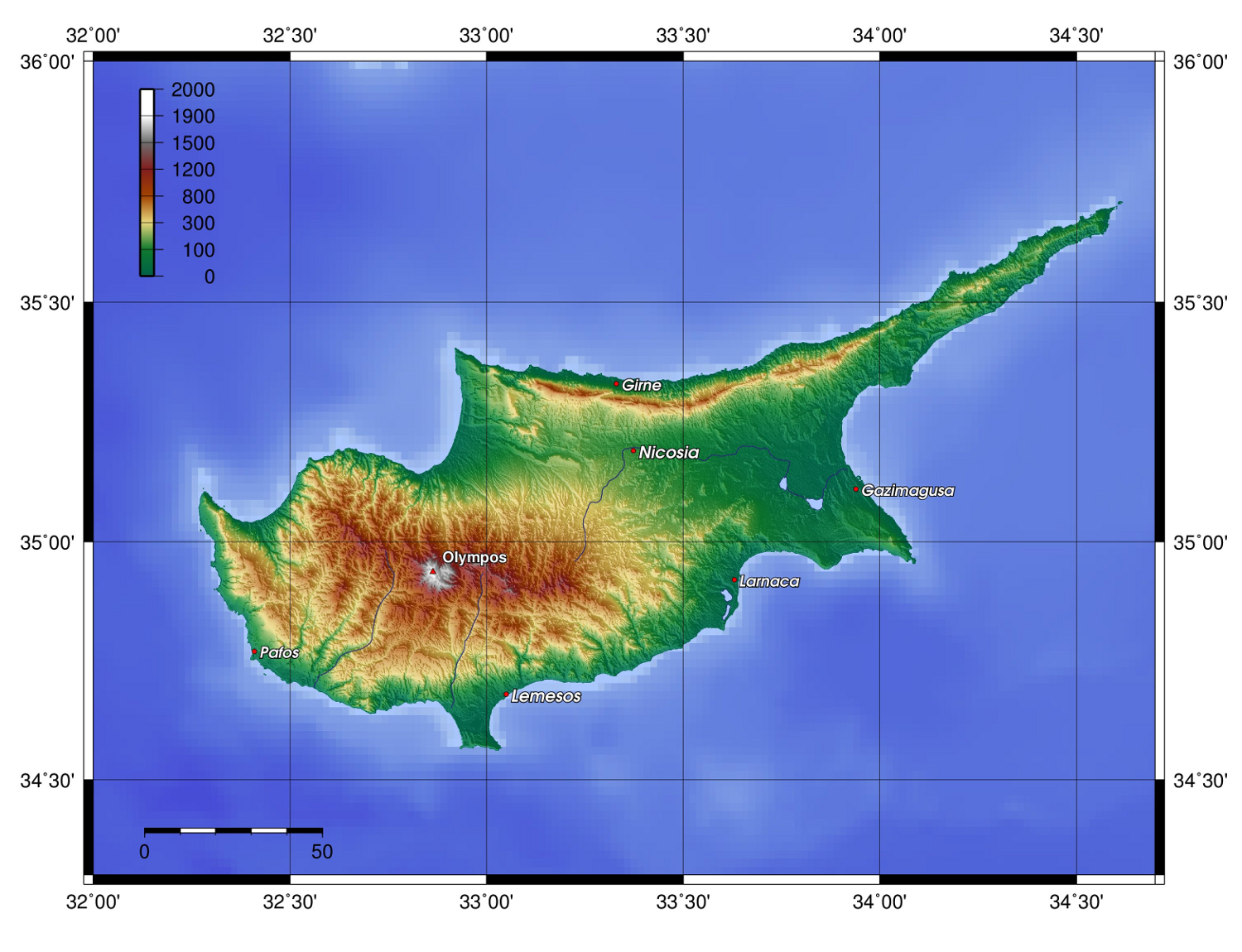
خريطة قبرص طبوغرافية

يجري على سطح الجزيرة عدد كبير من المجاري المائية القصيرة التي تتركز معظمها في النطاقات الساحلية، وخاصةً في الوسط والشرق والجنوب، والتي تجف المياه من مجاري معظمها إما لعدم كفاية الأمطار؛ أو لتسرب المياه في باطن الأرض، وذلك نتيجة لانتشار التكوينات المسامية فوق مساحات واسعة من قبرص.

## المناخ

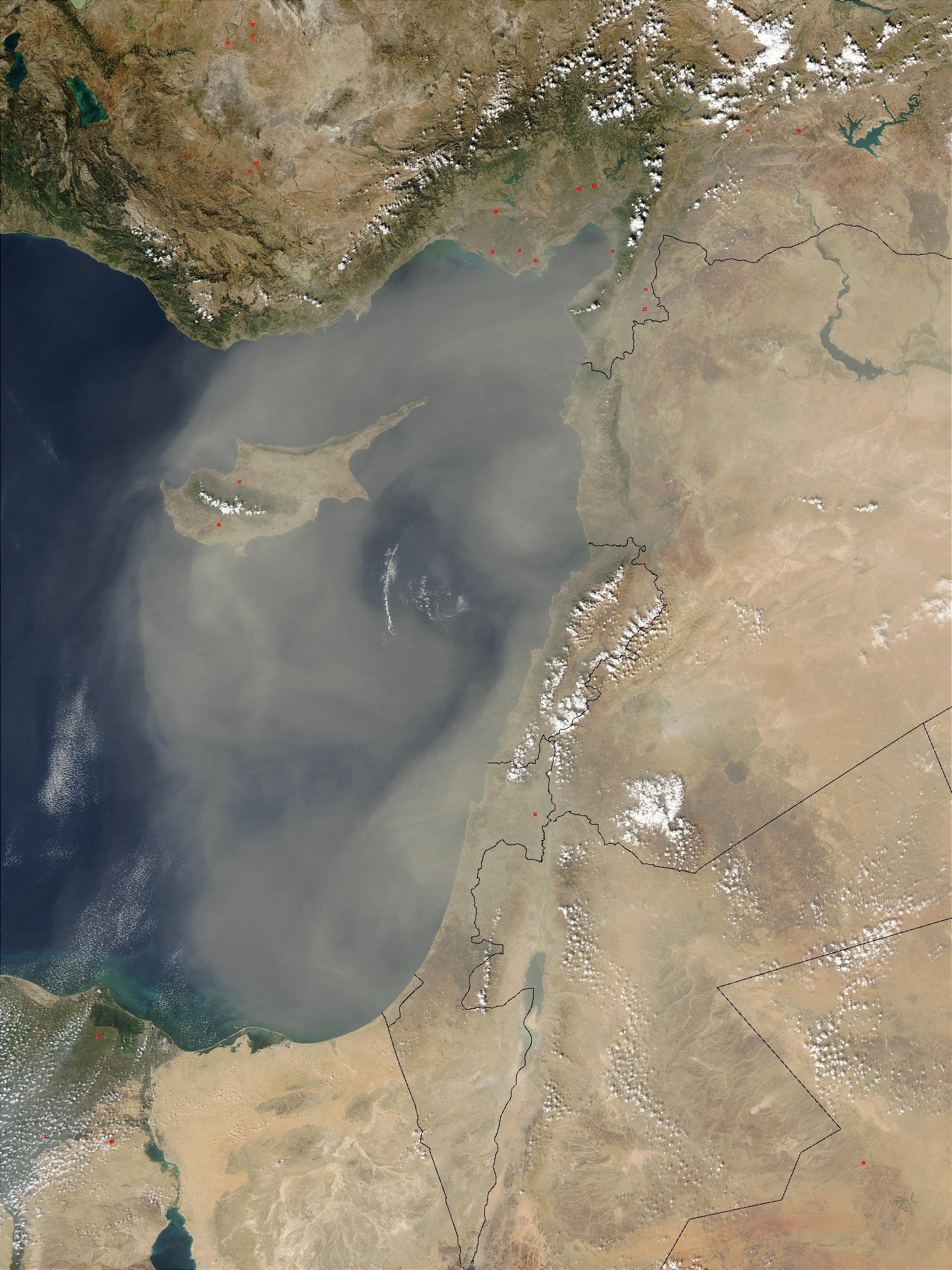
عاصفة رملية على بلاد الشام وقبرص في 19 أكتوبر 2002

يسود في جزيرة قبرص مناخ البحر الأبيض المتوسط، أي يكون حر جاف صيفاً ودافئ ممطر شتاءً، وهطول الأمطار يكون بشكل رئيسي بين تشرين الثاني وآذار، وتخضع التغيرات في درجات الحرارة وهطول الأمطار على حسب الارتفاع أو الانخفاض (أي فوق المرتفعات أو في السهول)، وأيضاً على حسب البعد من الساحل. فصل الصيف في قبرص حار جاف، ويكون من منتصف يوليو حتى منتصف سبتمبر.
في فصل الشتاء قرب قبرص، هناك مسار المنخفضات الصغيرة المتكررة إلى حد ما، والتي تعبر البحر الأبيض المتوسط من الغرب إلى الشرق، وتكون بين ضغط جوي مرتفع القارية في آسيا وأوروبا؛ وحزام الضغط المنخفض عموماً في أفريقيا الشمالية. وهذه المنخفضات الجوية تعطي فترات اضطراب دائم عادة لمدة يوم أو نحو ذلك، ويصحب ذلك هطول الأمطار المعتادة سنوياً، ويبلغ متوسط سقوط الأمطار من ديسمبر إلى فبراير حوالي 60٪ من متوسط مجموع الهطول السنوي في الجزيرة ككل، والذي يقدّر بـ 500 ملليمتر سنوياً.
المناطق الجبلية أعلى أكثر برودة ورطوبة من بقية الجزيرة. وذلك لتلقيهم السحب الثقيلة المحملة بالأمطار كل عام، والتي قد تكون بقدر 1000 ملم. وقد يكون صقيع حادة في أعلى المناطق التي تغطيها الثلوج عادة خلال الأشهر الأولى من السنة. وتكون هناك زيادة في الأمطار 450 ملم للمنحدرات العليا التي في مهب الريح في الجنوب الغربي إلى ما يقرب من 1100 ملم فيالحافة الضيقة للمرتفعات كيرينيا، وتمتد 160 كم (99 ميلاً) من الغرب إلى الشرق على ساحل أقصى شمال الجزيرة، وتنتج زيادة صغيرة نسبياً في معدلات سقوط الأمطار بحوالي 550 ملم على طول التلال، وذلك على ارتفاع 1000 متر تقريباً (3281 قدم). أما السهول الواقعة على طول الساحل الشمالي ومنطقة شبه جزيرة كارباس ييقط عليها في المتوسط حوالي 400 إلى 450 ملم من الأمطار السنوية. أقل معدل للتساقط يحدث في ميساوريا بحوالي 300 - 400 ملم سنوياً. تتميز الجزيرة في تغير معدلات سقوط الأمطار، ولكن قد تحدث حالات من الجفاف المتكررة والشديدة في بعض الأحيان. التحليل الإحصائي لهطول الأمطار في قبرص يكشف عن وجود اتجاه تناقص كمية الأمطار في السنوات الثلاثين الماضية.
هطول الأمطار في الأشهر الأكثر دفئاً يسهم بشكل أو بآخر في زيادة موارد المياه، وبالتالي تعتمد عليها الزراعة وتزدهر. ولكن إمدادات المياه السنوية تتغير نوعاً ما من سنة لأخرى، وتسبب هذه مشاكل جمّة في الزراعة لاعتمادها الرئيسي على مياه الأمطار.
درجات الحرارة في الصيف مرتفعة إلى حدٍ ما في المناطق المنخفضة وحتى بالقرب من السواحل، فمتوسط درجة الحرارة اليومية في يوليو وأغسطس يتراوح ما بين 29°م في السهل، إلى 22°م على جبال ترودوس، في حين أن متوسط درجة الحرارة القصوى لهذه الأشهر يتراوح ما بين 36°م و27°م على التوالي. بسبب الحر اللافح من الأراضي المنخفضة، وضعت بعض القرى في ترودوس ومناطق المنتجعات، مع فصل الصيف وكذلك مواسم الشتاء. ومتوسط درجة الحرارة السنوي للجزيرة ككل نحو 20 درجة مئوية (68 درجة فهرنهايت). كمية من أشعة الشمس في الجزيرة تتمتع يعزز صناعة السياحة. على ميساوريا في الأراضي المنخفضة الشرقية، على سبيل المثال، هناك الشمس الساطعة 75 في المئة من الوقت. خلال أشهر الصيف الأربعة، هناك ما معدله 11 ساعة ونصف من أشعة الشمس كل يوم، وخلال الأشهر أكثر غيوما الشتاء هناك في المتوسط خمس ساعات ونصف في اليوم الواحد.
شتاءً، تكون درجة الحرارة معتدلة في يناير، وتكون في المتوسط 10°م في السهل الأوسط و 3°م على أعلى أجزاء من جبال ترودوس، و 0°م على التوالي. ودرجة الحرارة تصل في جبال ترودوس إلى -7°م. سقوط الثلوج على السواحل نادرة للغاية وعادة ما تكون مختلطة مع يسقط المطر. فقط في فبراير 1950 هطلت الثلوج على الجزيرة بكاملها.
الرطوبة النسبية في الهواء تكون في المتوسط ما بين 60٪ و 80٪ في فصل الشتاء، وما بين 40٪ و 60٪ في الصيف، مع قيم أقل من ذلك على المناطق الداخلية في منتصف اليوم. الضباب يحدث نادراً، والرؤية بشكل عام جيدة جداً.
أشعة الشمس متوفرة خلال العام، وخاصة من أبريل إلى سبتمبر، ويتجاوز متوسط مدة سطوع الشمس 11 ساعة في اليوم الواحد.
الرياح عادة ما تكون خفيفة إلى معتدلة ومتغيرة في الاتجاه، وأحياناً تكون الرياح قوية نوعاً ما، ولكن نادراً ما تتوغل داخل قبرص وتنحصر أساساً في المناطق الساحلية، فضلا عن المناطق المرتفعة.